# 雷立柏
雷立柏（德語：Leopold Leeb，1967年—），奥地利学者，中国人民大学文学院教授。他主要从事宗教学、哲学、古典语文学等领域的研究，精通德语、英语、汉语、拉丁语、希腊语、希伯来语等多种语言。

## 生平
雷立柏出生于奥地利霍拉布伦，1985年进入圣言会圣加布里埃尔学院（Hochschule St. Gabriel）学习哲学、宗教学与基督教神学。1988年前往台湾辅仁大学语言中心与哲学系学习。1991年继续回奥地利读书，于1995年获硕士学位。同年赴北京大学哲学系深造，曾师从汤一介与陈来。1999年获博士学位。
1999年起，雷立柏在中国社会科学院世界宗教所从事翻译与研究工作。2004年起任教于中国人民大学文学院，教授拉丁语、古希腊语等古典语言课程。

## 著作
- 《张衡、科学与宗教》（2000年）
- 《论基督之大与小·1900-1950年间华人知识分子眼中的基督教》（2000年）
- 《圣经的语言和思想》（2000年）
- 《古希腊罗马与基督宗教》（2002年）
- 《基督宗教知识辞典》（2003年）
- 《拉丁成语辞典》（2006年）
- 《汉语神学术语辞典》（2007年）
- 《古希腊罗马及教父时期名著名言辞典》（2007年）
- 《拉英德汉法律格言辞典》（2008年）
- 《简明拉丁语教程》（2010年）
- 《西方经典英汉提要》（2010年）
- 《拉丁语汉语简明词典》（2011年）
- 《我的灵都》（2017年）